# Kulltjärnen (Gräsmarks socken, Värmland)
Kulltjärnen är en sjö i Sunne kommun i Värmland och ingår i Göta älvs huvudavrinningsområde.